# 胡應麟
胡應麟（1551年—1602年），字元瑞，一字明瑞，号少室山人，又號石羊生，浙江金华蘭溪人，明代學者。

## 生平
父胡僖，历官云南佥事。胡應麟自小喜好歌詩，萬曆四年丙子（1576年）二十六歲中舉人。万历十一年、十四年、二十三年参加会试，不中。万历十六年“奉命家严，治装北上” 会试，中途染疾而返。万历二十七年，最后一次参加会试，仍不第。至三十八歲已寫了十八部書，藏书四万余卷。他從十五歲起，到五十二歲死去，除了花部分時間照料親人、小事遊歷外，都集中於著述。所交皆海内贤士豪杰，大司空朱衡过兰江時為了見他一面，泊舟三日以待，朱衡称之为“天下奇才”。
晚明讀書風氣不高，一方面是束書不觀高談實踐的性理派；一方面是不讀漢朝以後的書的復古派。胡應麟在這種風氣裡挺身而出，主張又精又博的學問。他主張“凡著述貴博而由貴精，淺聞眇見，曷免空疏；誇多炫靡，類失鹵莽。博也而精，精也而博，世難其人。”他自己也身體力行，“不敢以鴻碩自居，不致以空疏自廢。”
胡本人對小說的研究也有自成一家的看法，他提出“《汲冢琐语》，盖古今纪异之祖”，“《山海经》，古今语怪之祖”，“《燕丹子》三卷，当是古今小说杂传之祖”，“《飞燕》，传奇之首也；《洞冥》，杂俎之源也；《搜神》，玄怪之先也；《博物》，《杜阳》之祖也”，魯迅的著作多引用其言。

## 作品
胡應麟的《四部正偽》一書，上承宋濂的「諸子辯」，擴大檢討重要的古書，為古書辨偽。古書辨偽工作早發於劉知幾、柳宗元，由胡應麟與姚際恆等續作。
另著有《詩藪》、《华阳博议》、《九流绪论》、《经籍会通》、《史书佔毕》、《庄岳委谈》、《唐同姓名录》、《二酉山房歌》、《少室山房筆叢》等。

## 延伸阅读
[在维基数据编辑]
 在维基文库阅读此作者作品
 《明史卷二百八十七》，出自《明史》